# 651 Antikleia
651 Antikleia eller 1907 AN är en asteroid i huvudbältet, som upptäcktes 4 oktober 1907 av den tyska astronomen August Kopff i Heidelberg. Den är uppkallad efter Odysseus mor Anticlea.
Asteroiden har en diameter på ungefär 31 kilometer och tillhör asteroidgruppen Eos.